# Sem Steijn
Sem Steijn (ur. 12 listopada 2001 w Hadze) – holenderski piłkarz grający na pozycji ofensywnego pomocnika.

## Kariera klubowa
Treningi piłkarskie rozpoczął w 2009 roku w SV KMD, z którego dwa lata później trafił do ADO Den Haag. W czerwcu 2018 roku podpisał pierwszy profesjonalny kontrakt z tym klubem i od razu został wypożyczony do VVV Venlo, gdzie trenerem był wówczas jego ojciec, Maurice. 6 grudnia 2018 roku zadebiutował w Eredivisie w przegranym 1:4 meczu z Feyenoordem. Latem 2019 roku został wypożyczony na rok do Al-Wahda FC, po tym jak jego ojciec został trenerem tego klubu. Już w grudniu tegoż roku wrócił jednak do ADO, a w styczniu 2020 roku przedłużył kontrakt z klubem do połowy 2022 roku. W marcu 2022 roku podpisał trzyletni kontrakt z opcją przedłużenia o kolejny rok z FC Twente. W grudniu 2024 roku przedłużył kontrakt z klubem do połowy 2028 roku. W sezonie 2024/2025 strzelił 24 gole w Eredivisie, dzięki czemu został królem strzelców ligi. Otrzymał też nagrodę dla piłkarza roku w lidze. W maju 2025 roku podpisał czteroletni kontrakt z Feyenoordem.